# 陳海澄
陳海澄（1892年7月6日—1972年10月30日），字劍秋，譜名波，江蘇省阜宁县人，中华民国政治人物。

## 生平[4][5][6][7]
先世在明朝初年自姑蘇遷居阜寧。世代耕讚，奉佛行善。六歲入私塾。。辛亥秋，考入寧屬師範學校， 翌年秋， 以同等學力，考入省立法政專門學校，以法律科畢業。民國三年（1914年）赴日本，先後入東京法政大學、明治大學，民国六年（1917年）日本京都帝國大學法律科畢業
歷任中華民國僑日工商共濟會京都分會會長，江蘇法政大學、北平中國大學、民國大學、法政大學等校教授、總務長，中國國民黨江蘇省特別委員會指導委員，南京特別市黨部委員，首都各界抗日救國指導委員，行憲前立法院立法委員，立法院西北五省法制考查委員
1923年，回国，任江南法政大学教授。1924年，在北京任中国大学、民国大学教授兼法政大学教务长，并参与中国国民党在北京的党务宣传工作。1927年4月，任南京国民政府秘书处兼参事办公室主任。1928年12月12日，任国民政府立法院秘书处秘书。1931年，兼任中国国民党南京市党部委员。
1942年3月28日，任国民政府第四届立法院立法委员。1948年5月4日，任行宪第一届立法院集会筹备处筹备委员，并当选为立法委员。1949年后，曾在香港华南大学任教。后来到台湾，继续担任立法院立法委员。
1972年10月30日，在新店安坑門前等候公共汽車被馬達卡車撞倒而死

## 家庭
- 父：陈如堃，字厚哉。
- 母：萬氏
- 妻：周定儀，美專畢業。
- 子：陈光宇，国立台湾大学文學士。[2]